# 조르주 르나방

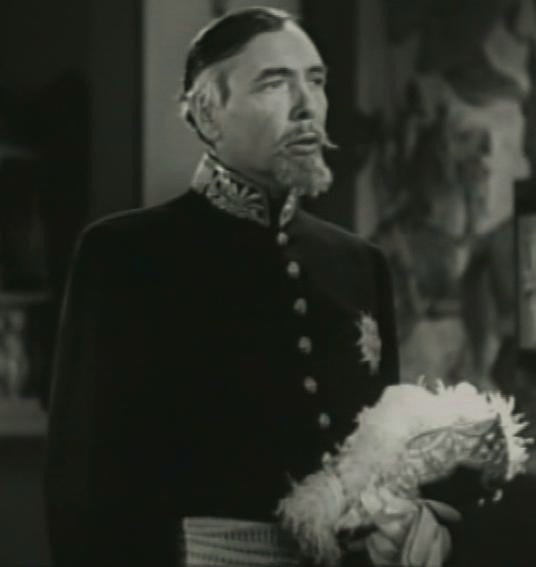

조르주 르나방(프랑스어: Georges Renavent, 1894년 4월 23일 ~ 1969년 1월 2일)은 프랑스의 배우이다.
파리에서 태어났으며 과달라하라에서 사망하였다. 본명은 조르주 드쇼(Georges DeChaux)이다. 프랑스에서 태어나 캐나다와 미국 버몬트주에서 활동했다.

## 영화
- 열차 안의 낯선 자들 (1951년)
- 이츠 어 그레이트 필링 (1949년)
- 욜란다 앤 더 씨프 (1945년)
- 윈터타임 (1943년)
- 어라운드 더 월드 (1943년)
- 사막의 노래 (1943년)
- 아이 매리드 언 엔젤 (1942년)
- 나우 보이저 (1942년)
- 설리반의 여행 (1942년)
- 카사블랑카 (1942년)
- 댓 나잇 인 리오 (1941년)
- 잔지바르 가는 길 (1941년)
- 해밀턴 부인 (1941년)
- 터너바웃 (1940년)
- 에브리씽 해펀즈 앳 나잇 (1939년)
- 삼총사 (1939년)
- 풀스 포 스캔들 (1938년)
- 골드 디거 인 파리 (1938년)
- 수에즈 (1938년)
- 제저벨 (1938년)
- 더 킹 앤 더 코러스 걸 (1937년) - 야트 캡틴 역
- 씬 아이스 (1937년)
- 7번째 하늘 (1937년)
- 로즈 호바트 (1936년)
- 로이드의 런던 (1936년)
- 물랑 루즈 (1934년)
- 패션스 오브 1934 (1934년)
- 하우스 오브 로칠드 (1934년)
- 퀸 크리스티나 (1933년)
- 리오 리타 (1929년)